# Lövåsen-Fillingsåsen
Lövåsen-Fillingsåsen är ett naturreservat i Härjedalens kommun i Jämtlands län.
Området är naturskyddat sedan 2011 och är 1 800 hektar stort. Reservatet ligger norr om reservatet Brovallvålen och består av gammal gran- och tallskog. 